# 巴蛇
巴蛇（はだ）は中国に伝わる怪物。黒蛇（こくだ）、黒蟒（こくぼう）とも。巨大なヘビ（大蛇）である。

## 概要
『山海経』海内南経によると、大きなゾウを飲み込み、3年をかけてそれを消化したという。巴蛇が消化をしおえた後に出て来る骨は「心腹之疾」の薬になるとも記されている。また、『山海経』海内経の南方にある朱巻の国という場所の記述には「有黒蛇 青首 食象」とあり、同じよう大蛇が各地に存在すると信じられていた。『山海経』の注には「蚺蛇（ぜんだ）呑鹿、鹿已爛、自絞於樹腹中、骨皆穿鱗甲間出、此其類也」とあってゾウの話は蚺蛇（大蛇）がシカなどを飲み込むような事を示したものであろうと書いている。
『聞奇録』には、山で煙のような気がたちのぼったのを見た男があれは何かとたずねたら「あれはヘビがゾウを呑んでるのだ」と答えられたという話が載っている。
ゾウ（象）を食べるというのはウサギ（兔）という漢字との誤りから生じたのではないかとの説もある。
『本草綱目』では蚋子（蚊の小さいもの）は巴蛇の鱗の中に巣をつくる、と記している。

## 中国におけるおろち・うわばみ
『山海経』大荒北経には、大人国に青い大蛇がおり、大きなシカを食べたという。
金州城（金州区）の城隍廟にあった槐の木には大蛇が住んでいるとされていて、その姿を見ると病気になると言われていた。小さい廟が備えられてあり、「蟒大帥」「蟒老将軍」「黒蟒将軍」という神牌が供えられていたという。
『南裔異物志』には、蚺蛇の牙（長さ6-7寸）は土地の者が魔除けとして珍重しており、ウシ数頭分の価値があった、と記されている。